# Jordi Cerdà
Jordi Cerdà i Gerebés (Barcelona, 1949) es un artista español.

## Biografía
Estudia pintura y diseño en la Escuela Massana y se licencia en Bellas Artes en la Universidad de Barcelona. Completa su formación con estudios de Arquitectura y Filosofía. Su primera exposición, en el año 1968, tendía al minimalismo y reunía pinturas, dibujos y grabados.
A principios de los años 70 empieza a trabajar en la elaboración de la imagen y se incorpora a la esfera catalana próxima a lo conceptual, junto con artistas como Eugènia Balcells, Sílvia Gubern, Carles Pujol, Àngel Jové, Antoni Llena, Benet Rossell o Àngels Ribé. La reflexión teórica sobre el arte y su representación constituyen el eje de sus intervenciones. Al mismo tiempo, realiza filmes experimentales, actividad que será muy productiva en su trayectoria, y crea fotomontajes, performances, acciones e instalaciones. Como otros artistas conceptuales catalanes, trabaja también con el objeto, herencia del dadaísmo, el pop y el nuevo realismo.
Durante los años 80 y 90, su obra se vuelve más reflexiva, especialmente en cuanto a los conceptos de espacio, tiempo, arte y medios de comunicación, tomando fuerza los aspectos puramente lingüísticos. Durante los últimos años, su obra se ha centrado en relecturas de imágenes de la historia del arte y en reflexiones sobre temas como el museo como institución.
En palabras de la crítica de arte Pilar Parcerisas: "Extremadamente metódico y pulcro en su tarea, su obra constituye un encabalgamiento continuado de relecturas sobre el hecho pictórico, con toda su carga iconográfica y convencional, a veces desde una perspectiva irónica, crítica o de constatación, dejando siempre algún punto sin respuesta para poner a prueba la agudeza del espectador. […] Todo el esfuerzo de Cerdà se encamina a elevar a la categoría de signo lo que es real. […] En la mayoría de estas suites es una constante la presencia del cuadro dentro del cuadro, produciendo a veces un efecto de redundancia, como en el caso de los fusilamientos del 2 de Mayo o la Maja desnuda de Goya, mientras que en otros destaca más la situación de «fuera de contexto» y contraposición de realidades, como la urbana y la rural en el caso del Angelus de Millet." (Pilar Parcerisas, 1986).